# 佳平金祿勒四面祖靈柱
佳平金祿勒四面祖靈柱，全名為排灣族佳平舊社金祿勒頭目家四面木雕祖靈柱，該祖靈柱雙手平舉胸前，有罕見的六根手指，代表創社女祖先Muakai Zingerur，是祖靈信仰的重要表徵。過去祭典時，祭司會先祭祀祖靈柱招請祖靈。80年前輾轉進入台北帝大（台大前身）典藏，現收藏於國立臺灣大學人類學博物館，被列為中華民國國寶。

## 歷史
佳平金祿勒四面祖靈柱原本是排灣族佳平金祿勒頭目舊家屋的木雕側柱。根據佳平部落（Kaviyangan）的傳說，其傳統領袖金祿勒（Zingrur）家族的家屋是由女性祖先Muakai所建造。Muakai有四個子女，依序分別為長子puiku、長女qadaqadav、次男dradjudradju，與三男tjamaqulur。其中qadaqadav因不良於行無法外出，平時由哥哥puiku帶回糧食養育。但有一天puiku出門後就此失蹤，妹妹qadaqadav便餓死在家中。為了紀念祖先，zingrur家屋中立有三根祖靈柱，分別代表saumay（tjaruljivak家族的創始人）、qadaqadav和dradjudradju。其中代表qadaqadav的祖靈柱為主柱，又稱為mulitan。而在三根祖靈柱的旁邊另有一根四面像的側柱，是為muakai。
1932年由台北帝大（台大前身）土俗人種學講座採集入藏，此後，佳平族人未曾再見到祖靈柱，部落也逐漸流失相關文化與歷史記憶。2014年台大首次向文化部提報暫行分級國寶，經審議在2015年三月被指定為國寶，用半年時間來籌備婚禮，並於當年九月十二日舉辦台大與國寶成婚。

## 外觀
祖靈柱身高近一百七十公分，四個面寬度卅到卅九公分，是相當罕見的四面雕刻。以淺浮雕和線雕的手法，呈現女性全身立像，材質是木頭，但年代已有兩、三百年。特別的是，「她」雙手併攏，平舉在胸前，但也可以清楚看到，新娘不像一般人為五指，而是六指，且可以看到「她」的手指、手腕、手臂和小腿有很多一圈又一圈平行的雕刻紋飾，從中推測出身貴族世家。

## 與台大聯姻
2015年9月12日台灣大學與佳平舉行一場校方與國寶級藏品間的特別婚禮，這場號稱台灣文化界「世紀婚禮」，完全遵循排灣族古禮進行，由洪孟啟部長擔任活動證婚人，台大校長楊泮池代表「男方」，迎娶被文化部指定為國寶的排灣族佳平舊社「祖靈柱」，而女方則由佳平現任頭目 Alineying Zingerur 為代表，率領近百名排灣族人則專程由屏東縣北上參與。當日上午9時，以青年跳戰舞揭開序幕。部落大公主代表國寶新娘，由族人抬轎在校園巡禮；身為男方代表的楊泮池也循古禮備妥兩隻豬、小米酒、鐵鍋、琉璃珠等卅多件豐富聘禮，歡喜將國寶娶回台大。儀式以部落頭目嫁女的古禮進行，族人身著傳統服裝，場面盛大隆重。大學與國寶成婚，也創下全球首例。

## 相關文藝作品
- 《Muakai的跨世紀婚禮》紀錄片：片影像從古老排灣族神話故事開始，接著由泰武鄉公所社會課莊德才課長介紹部落遷徙的歷史，再到部落頭目講述部落信仰改變過程，最後由佳平社區發展協會高志聖總幹事說明目前部落發展的現況，將時間從遠到近慢慢推移，最終聚焦在「Muakai」的過去與未來，讓大家了解到部落文化斷層的事實及其文物對於部落的重要性。[10]

## 價值
頭目家屋中所豎立的大型祖靈柱，可說是部落重視家族起源及祖靈信仰的具體表徵，深富陳奇祿所謂「佳平式」 人像雕刻特色。 家屋中有另一支祖靈柱，代表muakai的女兒'adav'adav（又名Mulitan），全名為排灣族佳平舊社Zingrur 頭目家屋祖靈柱，於 1956 年入藏中研院民族所博物館，亦為中華民國國寶。

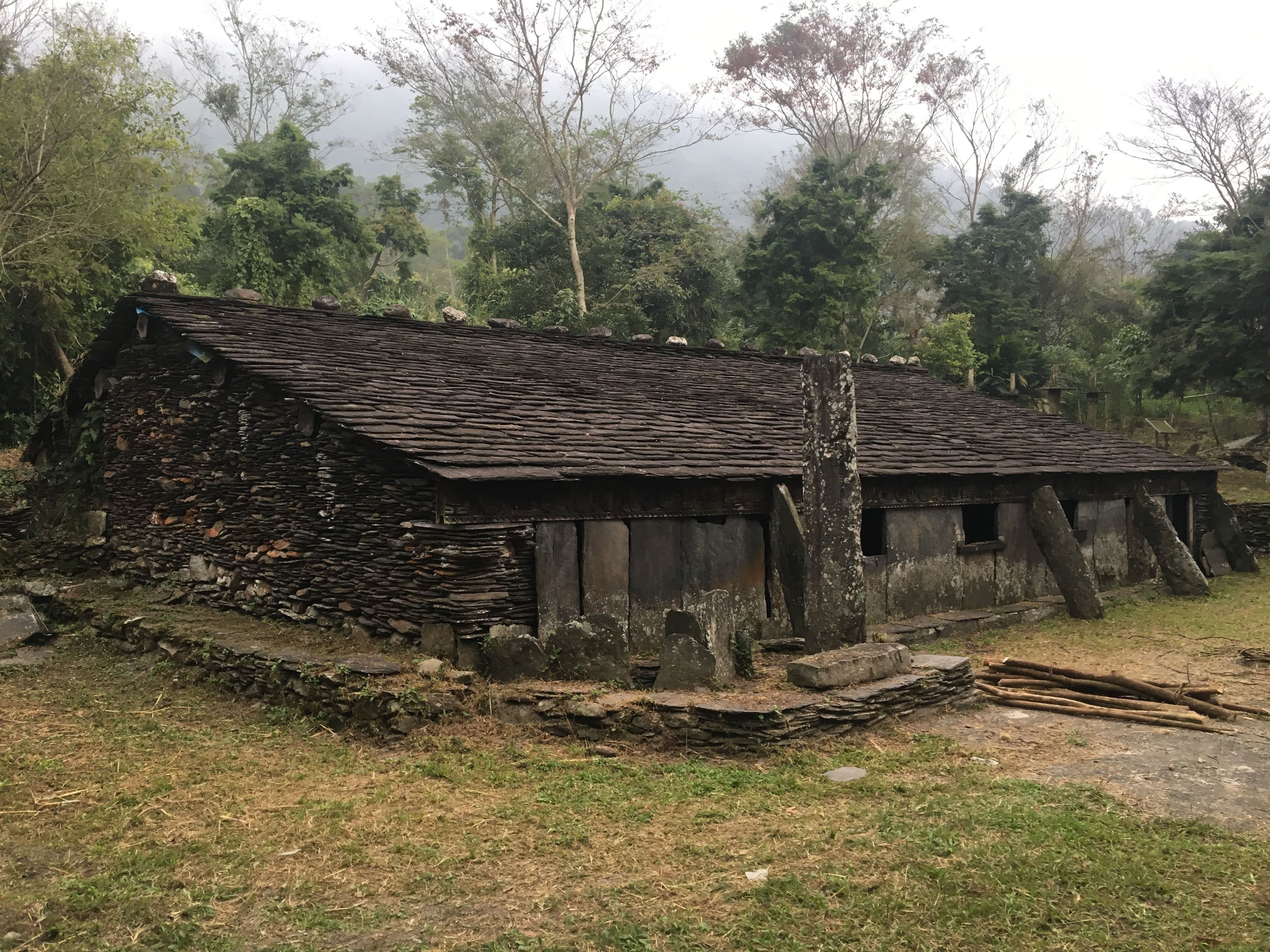
Zingrur頭目家屋
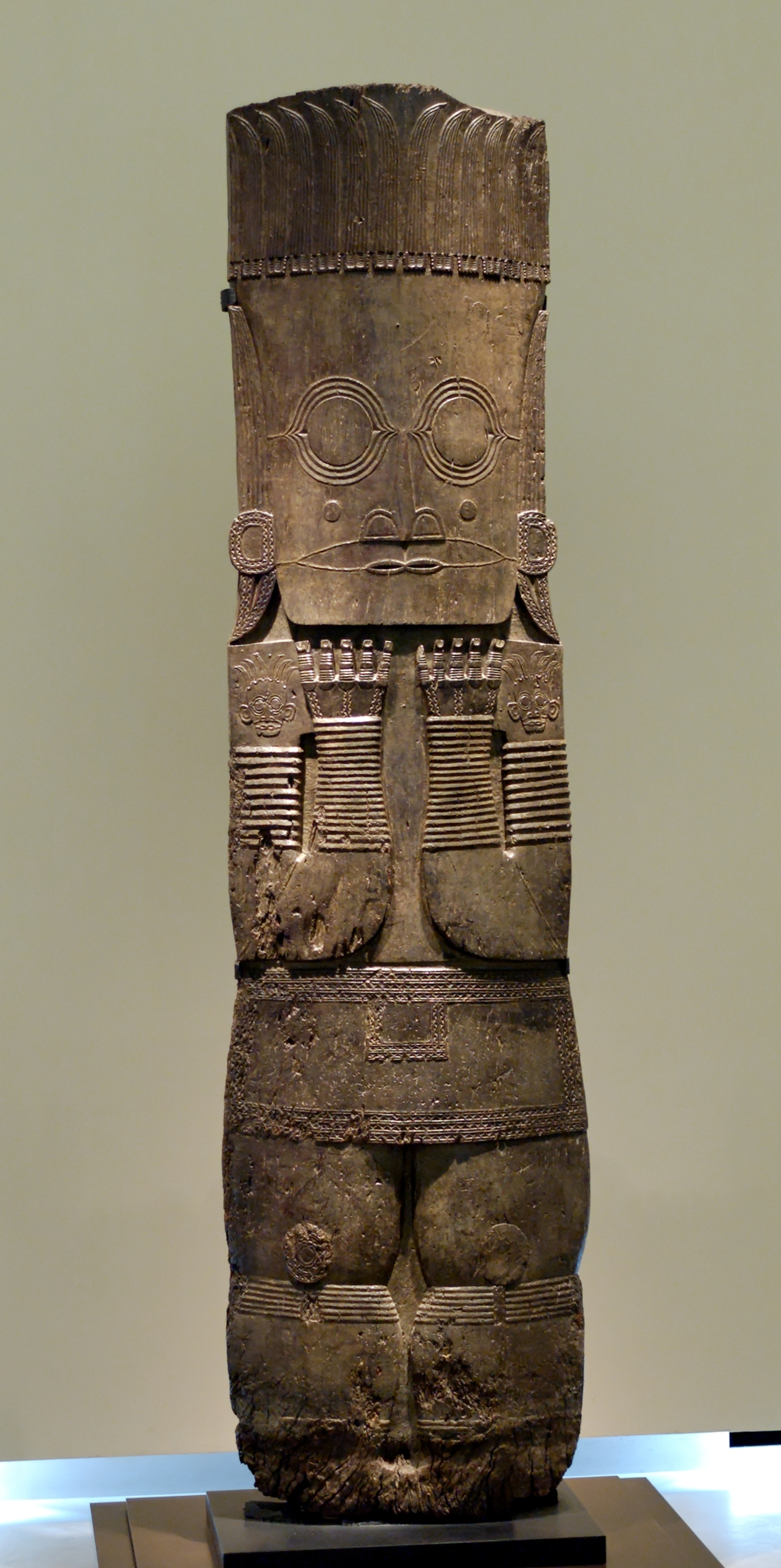
Mulitan祖靈柱